# 대상재배

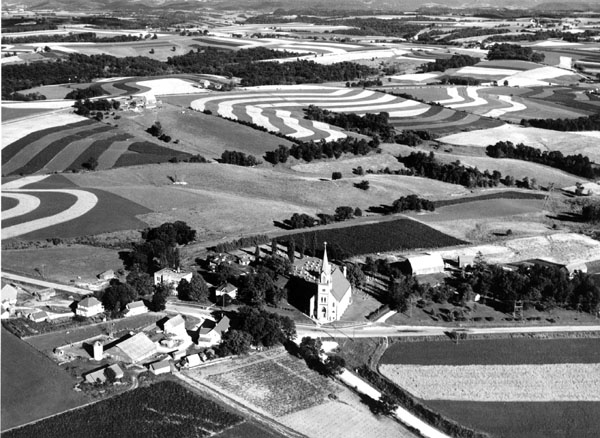
대상재배 사진. 1957년 미국 위스콘신주에서 촬영

대상재배(帶狀裁培)는 띠 모양의 조직적 배치로 작물을 재배하는 것으로, 일반적으로 경작되는 작물과 목초를 띠로 하여 교대로 배치함으로써 유수나 바람으로부터 토양과 식생을 보호한다. 바람에 의한 흙의 날림이 문제가 되는 곳에서는 바람의 주 방향에 거의 직각으로, 침식성 토양지대에서는 등고선에 거의 평행으로 배치한다.